# Kitakami (Schiff, 2019)
Die Kitakami (きたかみ) ist ein 2019 in Dienst gestelltes Fährschiff der japanischen Reederei Taiheiyō Ferry. Sie steht auf der Strecke von Sendai nach Tomakomai im Einsatz.

## Geschichte
Die Kitakami wurde am 7. September 2017 unter der Baunummer 1208 in der Werft von Mitsubishi Heavy Industries in Shimonoseki auf Kiel gelegt und lief am 4. Juli 2018 vom Stapel. Nach der Ablieferung an Taiheiyō Ferry am 20. Januar 2019 nahm sie am 25. Januar den Fährdienst von Sendai nach Tomakomai auf. Sie ersetzte hierbei ihre gleichnamige Vorgängerin aus dem Jahr 1989.
An Bord der Kitakami können bis zu 535 Passagiere reisen. Anders als andere japanische Fährschiffe verfügt sie nicht über große, offene Schlafräume. Alle Fahrgäste sind in verschieden großen Kabinen für bis zu vier Personen oder in abgetrennten Kojen im Stil eines Kapselhotels untergebracht. Es gibt an Bord Kabinen im japanischen und im westlichen Einrichtungsstil. Zur weiteren Ausstattung des Schiffes zählen ein Restaurant, ein Badehaus (Sentō), ein Bordgeschäft, einen Informationsschalter und ein Kinderspielzimmer. Eine geschlossene Promenade mit Panoramafenster bietet den Passagieren einen Meerblick. Auf der Kitakami befinden sich zudem Massagesessel, Bereiche mit Getränke- und Snackautomaten, ein Waschsalon und zwei Raucherzimmer. Haustiere können in einem klimatisierten Raum untergebracht werden, an dem zudem ein eigener Außendeckbereich für die Tiere grenzt.
Für eine Überfahrt von Sendai nach Tomakomai benötigt das Schiff ungefähr 15 Stunden.